# Điểm Spieker

Điểm Spieker của một tam giác là tâm đường tròn nội tiếp của tam giác trung bình của tam giác đó

Điểm Spieker là một điểm đặc biệt của hình học tam giác. Điểm Spieker của tam giác ABC là trọng tâm của khối đồng nhất chu vi tam giác ABC. Điểm này được đặt theo tên một nhà hình học người Đức thế kỷ XIX Theodor Spieker.. Điểm Spieker của một tam giác là tâm đường tròn nội tiếp của tam giác trung bình của tam giác đó. Điểm Spieker của một tam giác là tâm đẳng phương của ba đường tròn bàng tiếp.. Điểm Spieker là một tâm tam giác và nó được đánh số X(10) trong bách khoa toàn thư về các tâm của tam giác của Clark Kimberling.